# Instituto de Pesquisa e Reabilitação de Animais Marinhos
Conhecido pela sigla IPRAM, o Instituto de Pesquisa e Reabilitação de Animais Marinhos é uma associação civil sem fins lucrativos brasileira, envolvido com o atendimento a animais marinhos resgatados em estado de debilidade no Estado do Espírito Santo, especialmente no caso de pinguins-de-magalhães (Spheniscus magellanicus). Durante as temporadas de atendimento a pinguins, é comum que a instituição abra seleção para voluntários interessados em participar do manejo rotineiro desses animais, que podem dar entrada debilitados, com traumas ou contaminados por óleo. Atualmente detém o título de Organização da Sociedade Civil de Interesse Público (OSCIP), além de ser classificada como Entidade de Utilidade Pública pelo Governo do Estado do Espírito Santo (Lei 11.284 de 10/05/2021) e pelo município de Vitória (Lei 8.677 de 20/05/2014).
O instituto dispõe de uma extensa lista de artigos científicos, livros, capítulos de livros ou resumos científicos publicados em eventos, além de contribuir com trabalhos de conclusão de curso, dissertações de mestrado e teses de doutorado. Até o ano de 2022, alegadamente já havia atendido a um total de quase sete mil animais em parceria com o Instituto Estadual de Meio Ambiente e Recursos Hídricos (IEMA).

## Histórico
No ano de 2010 após o atendimento  emergencial e improvisado a quase 200 pinguins, o IPRAM foi criado para otimizar a resposta emergencial a eventos como esse. Logo após sua fundação, conseguiu-se articular a soltura dos pinguins no Estado de São Paulo e arrecadar recursos para a temporada seguinte. Além disso, o IPRAM prestou apoio ao órgãos governamentais no cuidado veterinário e biológico a outras espécies de aves marinhas.
Em 2011 pela primeira vez no Espírito Santo foram realizados preparativos logísticos para atender à temporada dos pinguins. O IPRAM recebeu apenas 45 pinguins, sendo alguns originários do Rio de Janeiro. Entretanto, dessa vez já havia uma estrutura à espera dos animais, e pela primeira vez, as solturas foram realizadas no estado do Espírito Santo.
Em 2012 um processo de licenciamento ambiental conduzido pelo Instituto Brasileiro do Meio Ambiente e dos Recursos Naturais Renováveis (IBAMA) exigiu que uma empresa reforçasse a estrutura de reabilitação e soltura dos pinguins-de-magalhães. Para isso o IPRAM recuperou e utilizou um edifício abandonado dentro do IEMA. Após o registro recorde de pinguins atendidos em terras capixabas, o IPRAM pôde reabilitar e soltar mais de 150 pinguins originários de encalhes no Espírito Santo, Rio de Janeiro e da Bahia, tornando-se referência neste tipo de atividade. O International Fund for Animal Welfare (IFAW) enviou representantes para ajudar no atendimento dos pinguins durante uma semana do mês de setembro. Graças à marcação dos animais com anilha metálica, um dos pinguins soltos pôde ser identificado no Uruguai menos de dois meses após a soltura, fornecendo uma informação valiosa para os pesquisadores.
Em 2013 o edifício utilizado pelo IPRAM recebeu nova reforma. O IPRAM reabilitou e soltou pinguins provenientes de encalhes no Espírito Santo, Rio de Janeiro e Alagoas. Também recebeu outras aves marinhas voadoras, sendo necessário construir um recinto de alvenaria. A partir desse ano, oficializou o primeiro Centro de Reabilitação de Animais Marinhos do Espírito Santo. No fim do ano o IPRAM descobriu casualmente a atividade reprodutiva de uma tartaruga-de-couro (Dermochelys coriacea) no litoral urbano de Vila Velha, acionando o Projeto TAMAR para que proporcionasse medidas de proteção ao animal. Em 2013 o IPRAM começou a receber também outras espécies de aves oriundas dos PMAVEs (Plano de Manejo de Aves em Plataformas) de empreendimentos diversos relacionados a prospecção sísmica e exploração e produção de petróleo. O IPRAM participou, ainda, do 1º Seminário Internacional de Proteção à Fauna em caso de vazamento de óleo em 2013, no Rio de Janeiro, e das oficinas técnicas de Reabilitação de Fauna Oleada que ocorreram em seguida, voltadas à Proteção de aves costeiras em caso de vazamento de óleo e à Proteção de aves marinhas em caso de vazamento de óleo.
Em 2014 o IPRAM iniciou a prestação de serviço a instalações portuárias do Espírito Santo que tinham o objetivo de cumprir a Resolução CONAMA Nº 398/2008 quanto ao atendimento a fauna. Desde então, o IPRAM vem mantendo-se de prontidão para as empresas portuárias locais para realizar o atendimento a fauna em emergências ambientais com derramamento de substâncias oleosas. Participou, ainda, da oficina técnica para elaboração do Plano de Emergência para pinguins-de-Magalhães impactados por óleo, no Rio de Janeiro. Em 2014 não foram registrados pinguins encalhando no litoral do Espírito Santo. A quantidade de encalhes em outros estados brasileiros também foi muito reduzida. O IPRAM realizou o atendimento emergencial a vários outros animais selvagens provenientes de demandas governamentais ou privadas. Nos meses de julho e setembro foi realizado o monitoramento de um elefante-marinho-do-sul (Mirounga leonina) no município de Vila Velha. 
No final de 2015 o IPRAM foi acionado para atender a emergência ambiental proveniente do desastre na barragem de Fundão e a consequente contaminação do Rio Doce por rejeitos de mineração. O IPRAM coordenou e executou as atividades de resgate de fauna na porção capixaba do Rio Doce (aproximadamente 144 km de curso d’água em 72 pontos de busca ativa diária) entre novembro de 2015 e fevereiro de 2016, chegando a 30 pessoas envolvidas diretamente no resgate de fauna. Além disso, o IPRAM administrou a relocação da ictiofauna local para tanques de piscicultura. 
A partir de 2016 o IPRAM foi completamente integrado ao PMP-BC/ES como estrutura terceirizada para atendimento veterinário e realização de necropsias, recebendo centenas de tartarugas-marinhas vivas e mortas, centenas de aves marinhas e prestando atendimento veterinário a cetáceos encalhados vivos. 
No início do ano de 2017 o elefante-marinho apelidado de “Fred” pela população (que visitava o litoral capixaba desde o ano de 2012) foi encontrado em condição crítica de saúde. Atuando em colaboração com autoridades governamentais e outras organizações locais, o IPRAM participou da captura, tratamento médico veterinário, reabilitação e devolução à natureza deste animal, sob intensa cobertura pela mídia, dada a visibilidade e popularidade deste animal. O elefante-marinho “Fred” foi reabilitado e solto com um transmissor para acompanhamento via satélite, um acontecimento inédito para esse táxon no Brasil.
Em 2018 o IPRAM manteve o recebimento de animais marinhos resgatados pelo PMP-BC/ES, observando também o aumento da demanda relacionada à fauna sinantrópica/silvestre continental. O número de animais atendidos neste ano apresentou uma ascensão drástica, chegando a ser cinco vezes maior em relação aos anos anteriores. Este aumento abrupto no número de animais atendidos demandou uma profunda reestruturação do IPRAM, com a ampliação da equipe e a otimização dos procedimentos e processos administrativos e de gestão.
No ano de 2019 o IPRAM contribuiu com o poder público na resposta à emergência com o óleo de origem desconhecida que contaminou o litoral do Nordeste, atingindo também de forma mais branda o Espírito Santo. Além da participação na gestão da resposta a nível regional, o IPRAM foi responsável pelo atendimento de aves oleadas resgatadas no sul da Bahia (Arquipélago de Abrolhos) e no Espírito Santo.
Em 2020 devido à pandemia do coronavírus (COVID-19) o IPRAM adotou uma série de medidas para proteção da sua equipe e da população. O programa de voluntariado foi suspenso, os funcionários que atuam em funções administrativas passaram ao regime de home office e várias medidas de prevenção à transmissão do coronavírus foram adotadas para assegurar a continuidade das atividades sem prejuízo à saúde pública e da equipe.
Em maio de 2023 o Ministério da Agricultura e Pecuária (MAPA) declarou estado de emergência zoossanitária em todo o território nacional devido aos casos de Gripe Aviária de Alta Patogenicidade que começaram a ser registrados no Brasil, sendo que os primeiros casos foram detectados em pacientes do IPRAM, demonstrando que a reabilitação de aves marinhas permite o monitoramento das doenças de maior importância para a saúde pública, o meio ambiente e a economia. Em uma entrevista realizada um mês antes do início dessa epizotia, o diretor presidente do IPRAM, Luis Felipe Mayorga, havia declarado que o atendimento do IPRAM aos animais produz um diagnóstico da saúde ambiental, não sendo uma questão de ideologia ou de carisma: "Esse trabalho gera conhecimento científico; uma base sólida de informações que subsidia políticas públicas[...]" Após o diagnóstico positivo, outras 26 aves silvestres em tratamento no Instituto foram eutanasiadas pelo Serviço Veterinário Oficial do MAPA, com o objetivo de evitar a propagação da doença. O IPRAM contribuiu voluntariamente com várias frentes de investigação da Gripe Aviária de Alta Patogenicidade, apoiando o Instituto Estadual de Meio Ambiente e Recursos Hídricos (Iema) em vistorias nas ilhas costeiras responsáveis por abrigar as espécies de aves mais susceptíveis à doença.
A partir do ano de 2024 o IPRAM deixou de ser uma estrutura terceirizada e passou a ser uma instituição executora que atua na área de abrangência do PMP-BC/ES, adicionando às suas atividades rotineiras o monitoramento de praias diário em alguns trechos da costa capixaba, onde além do resgate de animais marinhos debilitados, realiza também o manejo de ninhos de tartarugas marinhas. Outro evento marcante foi o encerramento da parceria com o IEMA, quando o IPRAM passou a atuar em seu novo centro de reabilitação, com recursos privados. Entretanto, ainda atuando no atendimento a animais silvestres, embora em menor quantidade, o IPRAM auxiliou na reabilitação de um filhote de tamanduá-mirim (Tamandua tetradactyla) que recebeu holofotes da imprensa. O ano se encerrou com a soltura de uma tartaruga-verde (Chelonia mydas) reabilitada, em conjunto com o Projeto TAMAR, diante de um grande público.

No início de 2025 a exposição "Guardiões dos Mares: lutando contra os resíduos" no Parque Costeiro da Praia de Camburi (Vitória-ES) disponibilizou à população capixaba acesso às peças taxidermizadas do acervo didático do IPRAM, tais como um esqueleto de boto-cinza, aves e tartarugas taxidermizadas e um tubarão-Mako de fibra de vidro.